# Kościół Jezusowy w Jastrzębiu-Zdroju
Kościół Jezusowy w Jastrzębiu-Zdroju – świątynia protestancka należąca do Kościoła Ewangelicko-Augsburskiego w RP, wybudowana w latach 1988-1994 na potrzeby jastrzębskiej parafii luterańskiej. 
W latach 60. XX wieku ze względu na budowę nowych osiedli i powstanie kopalń węgla kamiennego wzrosła liczba ludności w Jastrzębiu-Zdroju, a sama miejscowość uzyskała prawa miejskie. Na skutek rozwoju przemysłu węglowego nastąpił również napływ ludności ewangelickiej. Dotychczasowy kościół parafii w Ruptawie był zbyt mały dla powstającego w pobliżu miasta, dlatego po kilku latach od włączenia Ruptawy do Jastrzębia w 1984 roku zgromadzenie parafialne postanowiło o budowie nowego budynku. Dnia 15 kwietnia 1988 roku rozpoczęto budowę. 26 czerwca 1994 roku, biskup Jan Szarek dokonał poświęcenia budynku. Na uroczystości obecne były władze miejskie, duchowni luterańscy i rzymskokatoliccy oraz mieszkańcy Jastrzębia-Zdroju.
Na dolnym poziomie znajdują się dwie sale katechetyczne, sala zborowa, pokój gościnny oraz kuchnia. Górny poziom zajmuje kościół posiadający 780 miejsc siedzących. Architektem wnętrza budynku jest cieszyński artysta plastyk, Jan Herma.